# Festhalle Viersen

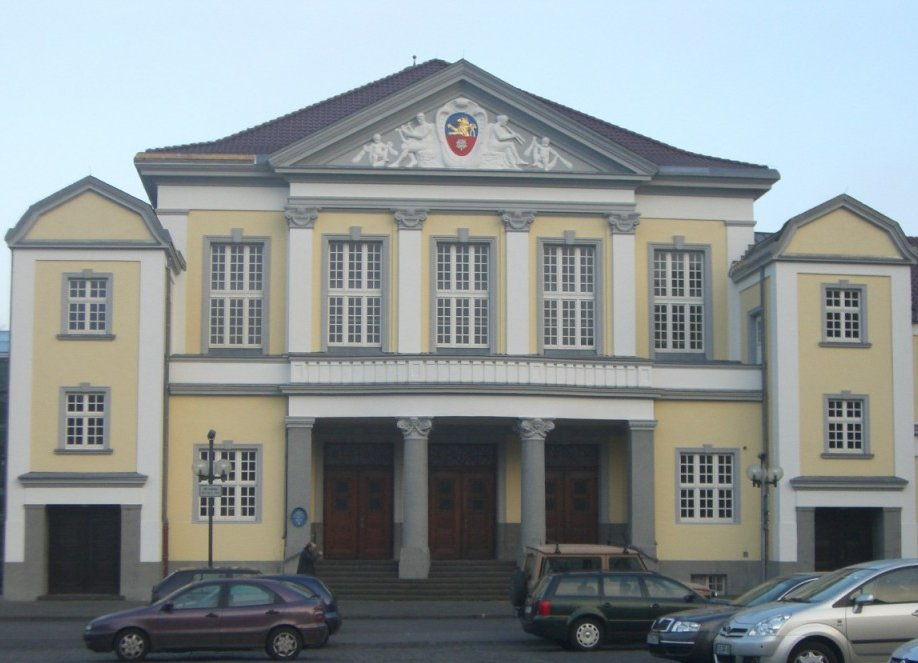
Festhalle in Viersen mit dem alten Stadtwappen (2007)

Die Festhalle Viersen ist ein bekanntes Aufführungsgebäude für Theater und Konzerte sowie der Austragungsort der Dreiband-Weltmeisterschaft für Nationalmannschaften und Veranstaltungsort eines jährlich stattfindenden internationalen Jazz-Festivals in der niederrheinischen Kreisstadt Viersen.

## Geschichte
1913 wurde die Festhalle nach Plänen des Stadtbaumeisters Eugen Frielingsdorf fertiggestellt. Der Fabrikant Josef Kaiser, dessen Unternehmen Kaiser’s Kaffeegeschäft seinen Sitz in Viersen hatte, trug aus Anlass seiner Ernennung zum Kommerzienrat mit einer Spende von 130.000 Mark wesentlich zur Realisierung bei. Bis 1925 wurde das Gebäude gleichzeitig als Turnhalle genutzt. Eine 1939/1940 erfolgte Umgestaltung nach Plänen von Carl Staudt sollte zudem Möglichkeiten für politische Veranstaltungen der NSDAP geben. Das Gebäude wurde im Krieg nur gering beschädigt und bald nach Kriegsende wieder genutzt. Es wurde im Laufe seiner Geschichte mehrmals renoviert und umgebaut.
1997 wurde die Festhalle, ermöglicht durch die Unterstützung des Festhallen-Fördervereins, umfangreich renoviert und saniert (inneres und äußeres Erscheinungsbild, neue Bestuhlung und Technik).
Am 7. Dezember 2013 feierte sie ihr einhundertjähriges Bestehen.

## Gebäude
Die Fassade hat klassizistische Formelemente (Säulen, Dreiecksgiebel und Pilaster).
Der große Saal der Festhalle hat ungefähr 1.000 Sitzplätze. Die Bestuhlung im Parterre des Saales kann demontiert werden; dann fasst er 1200 Besucher.
1955 suchte die Zeitschrift „Baukunst und Werkform“ in einer Umfrage unter 20 bekannten Dirigenten nach den akustisch besten Konzertsälen der Welt; bei den Ergebnissen wurde für Deutschland neben Bremens Konzerthaus Die Glocke nur noch die „Viersener Festhalle“ genannt.

## Orgel

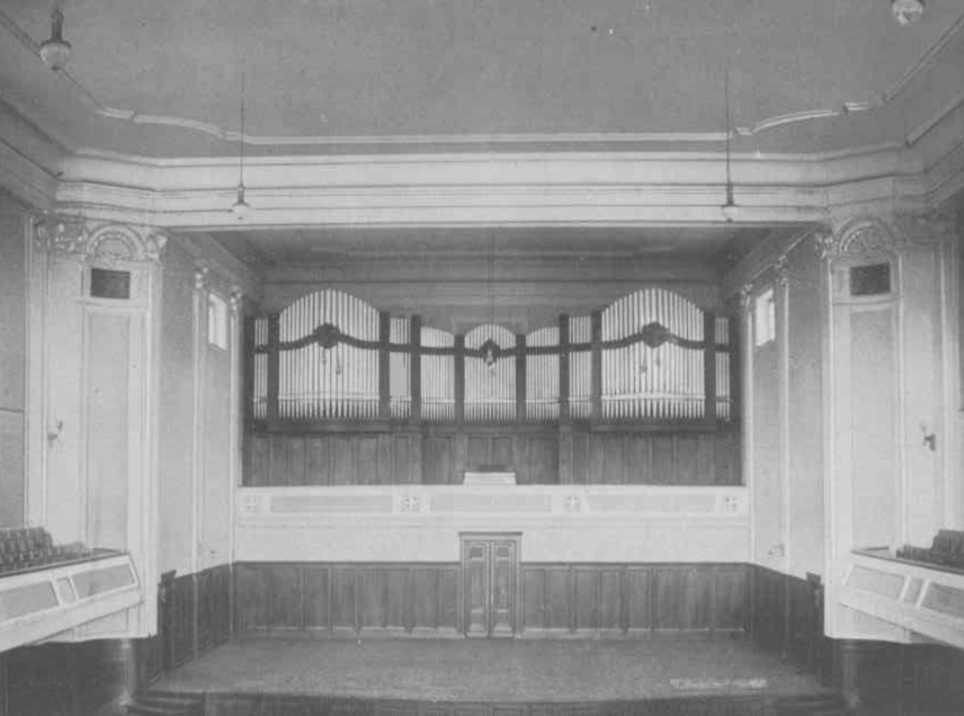
Bühnenansicht mit Orgel (1915)

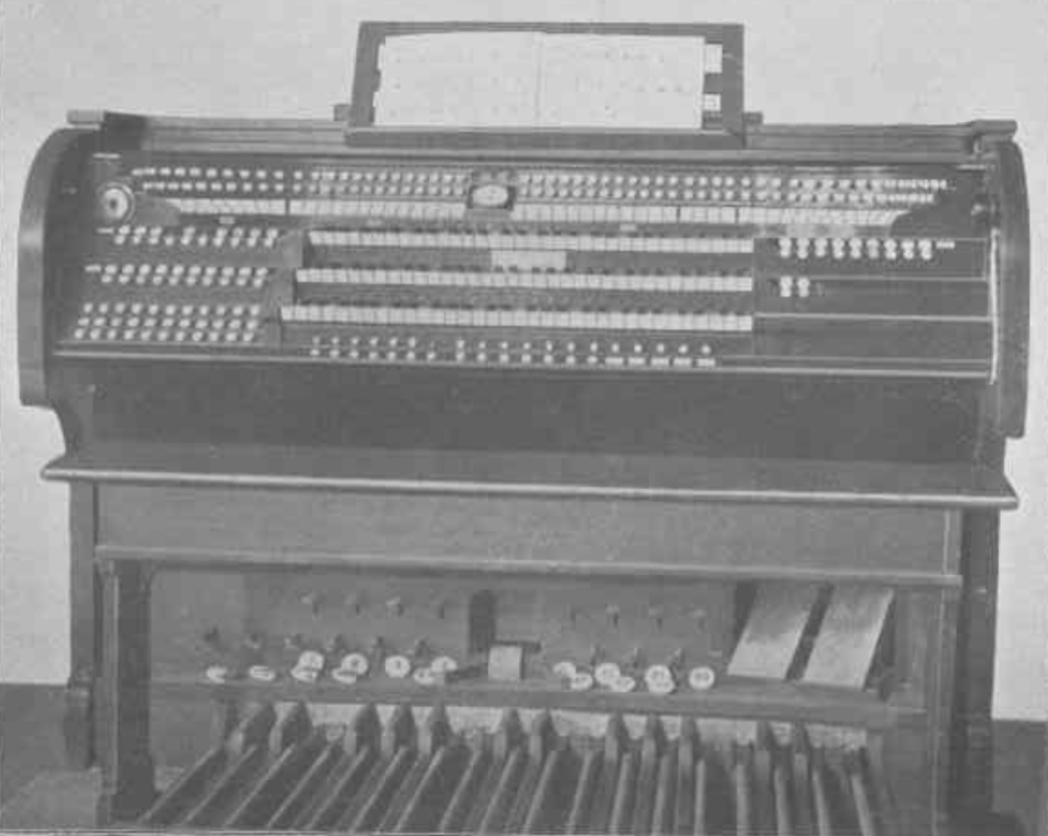
Spieltisch der Orgel (1915)

Im Jahre 1915 errichtete das Unternehmen Johannes Klais Orgelbau (Bonn) eine große Konzertorgel in der Festhalle, die von der Bankiersfamilie Lüps gestiftet wurde. Sie hatte 50 Register auf drei Manualwerken und Pedal. Zwei der Manualwerke waren schwellbar angelegt; drei Register waren Hochdruck-Register. Der königliche Musikdirektor Hans Gelbke stellte in seinem Abnahmebericht über das fertiggestellte Instrument fest: „Viersen besitzt in dieser herrlichen Konzertorgel ein die verwöhntesten Ansprüche erfüllendes Werk, das als selten gut gelungen gelten darf und das eine Hauptzierde im Musikleben bilden wird.“ Das Instrument wurde 1978 entfernt.

| I Hauptwerk C–a3 |                |     |
| 1.               | Bordun         | 16′ |
| 2.               | Principal      | 8′  |
| 3.               | Doppelgedackt  | 8′  |
| 4.               | Konzertflöte   | 8′  |
| 5.               | Viola di Gamba | 8′  |
| 6.               | Dulciana       | 8′  |
| 7.               | Octave         | 4′  |
| 8.               | Rohrflöte      | 4′  |
| 9.               | Superoktave    | 2′  |
| 10.              | Mixtur IV–V    |     |
| 11.              | Cornett IV     |     |
| 12.              | Trompete       | 8′  |

| II Schwellwerk I C–a3 |                     |     |
| 13.                   | Salicional          | 16′ |
| 14.                   | Horn-Principal      | 8′  |
| 15.                   | Gedackt             | 8′  |
| 16.                   | Flauto Dolce        | 8′  |
| 17.                   | Violine (HD)        | 8′  |
| 18.                   | Tibia (HD)          | 8′  |
| 19.                   | Praestant           | 4′  |
| 20.                   | Flauto traverso     | 4′  |
| 21.                   | Flautino            | 2′  |
| 22.                   | Sesquialter II      |     |
| 23.                   | Cymbel III–IV       |     |
| 24.                   | Fagott              | 16′ |
| 25.                   | Oboe                | 8′  |
| 26.                   | Tuba mirabilis (HD) | 8′  |
| 27.                   | Clairon             | 4′  |

| III Schwellwerk II C–a3 |                     |     |
| 28.                     | Liebl. Gedackt      | 16′ |
| 29.                     | Flöten-Principal    | 8′  |
| 30.                     | Harmonieflöte       | 8′  |
| 31.                     | Quintatön           | 8′  |
| 32.                     | Aeoline             | 8′  |
| 33.                     | Vox coelestis       | 8′  |
| 34.                     | Octavflöte          | 4′  |
| 35.                     | Cremona             | 4′  |
| 36.                     | Piccolo harm.       | 2′  |
| 37.                     | Echo-Mixtur III     |     |
| 38.                     | Harmonia ätherea IV |     |
| 39.                     | Klarinette          | 8′  |

| Pedal C–f1 |             |         |
| 40.        | Principal   | 16′     |
| 41.        | Violon      | 16′     |
| 42.        | Salicet     | 16′     |
| 43.        | Subbass     | 16′     |
| 44.        | Echobass    | 16′     |
| 45.        | Quinte      | 10 2⁄3′ |
| 46.        | Principal   | 8′      |
| 47.        | Bassflöte   | 8′      |
| 48.        | Violoncello | 8′      |
| 49.        | Bassoctave  | 4′      |
| 50.        | Posaune     | 16′     |

- Koppeln: II/I (auch als Sub- und Superoktavkoppeln), III/I (auch als Sub- und Superoktavkoppeln), III/II, I/P, II/P (auch als Superoktavkoppel), III/P; Generalkoppel
- Spielhilfen: Leerlauf I. Manual, Leerlauf Pedal; Freie Kombination I und II; Autom. Pedal I, II und III; Feste Kombination Piano, Mezzoforte, Forte Tutti; Registerschweller; Absteller für Registerschweller, Zungen; Auslöser für Koppeln aus Registerschweller.

## Aufführungen
Von 1947 bis 1949 wurden von hier die Symphoniekonzerte durch das NWDR-Rundfunkorchester übertragen, später vom WDR auch andere Sendungen, zum Beispiel „Das ideale Brautpaar“. Wegen der hervorragenden Akustik gastierten zahlreiche international bedeutende Dirigenten, zum Beispiel Wilhelm Furtwängler, Thomas Beecham oder Ferenc Fricsay, kamen bedeutende Orchester (zum Beispiel die Berliner Philharmoniker unter Sergiu Celibidache und Herbert von Karajan) oder Solisten wie zum Beispiel Gidon Kremer, Lang Lang, Nigel Kennedy und David Garrett in die Festhalle. Hinzu kamen Theatergastspiele bekannter Bühnen (zum Beispiel Gustaf Gründgens mit dem Düsseldorfer Schauspielhaus).

## Lage

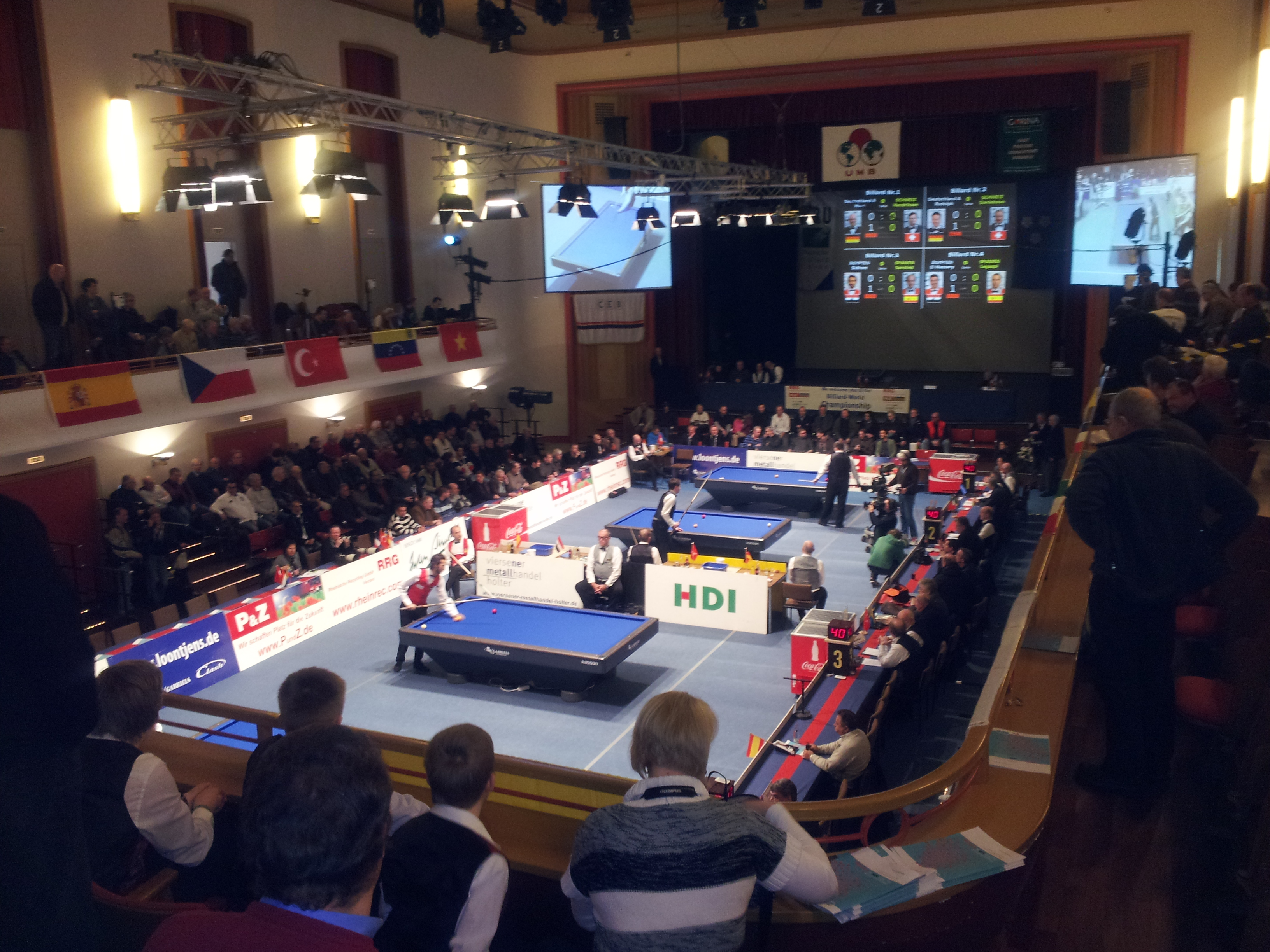
Dreiband-WM 2013

Die Festhalle liegt zentral in Alt-Viersen am Hermann-Hülser-Platz. Dieser wurde 2014 umgestaltet.

## Nutzung
- Die Festhalle wird an veranstaltungsfreien Tagen gelegentlich für CD-Aufnahmen genutzt.
- Seit 1990 ist sie der Austragungsort der Dreiband-Weltmeisterschaft für Nationalmannschaften.
- Beim jährlich stattfindenden Internationalen Jazz-Festival treten Musiker aus aller Welt auf, zum Beispiel Eric Vloeimans, Pharoah Sanders, Dave Holland, Jan Akkerman.
- Die Festhalle kann für Veranstaltungen in Selbstorganisation angemietet werden.[3]